# Meconopsis oliveriana
Meconopsis oliveriana är en vallmoväxtart som beskrevs av Adrien René Franchet och David Prain. Meconopsis oliveriana ingår i släktet bergvallmor, och familjen vallmoväxter. Inga underarter finns listade i Catalogue of Life.